# Allomacrus volcanus
Allomacrus volcanus är en stekelart som beskrevs av Humala 2002. Allomacrus volcanus ingår i släktet Allomacrus och familjen brokparasitsteklar. Inga underarter finns listade i Catalogue of Life.